# Khanbaliq
Khanbaliq (Cambalu in italiano arcaico) o Dadu (cinese: 大都S, lett. "Grande Capitale") era la capitale della dinastia Yuan, costruita per ordine del fondatore della dinastia, Kublai Khan, sul sito da cui sviluppò, sotto la successiva dinastia Ming, l'odierna Pechino, capitale della Cina. La neo-costruita capitale volle anche ergersi, nel disegno di Kublai, a principale centro di potere dell'Impero mongolo su cui rivendicava il predominio in qualità di Khagan, seppur l'unità degli antichi domini dell'Orda si fosse frammentata in diversi khanati alla morte di Möngke Khan.

Da Khanbaliq l'istituto burocratico del Segretariato (cinese: 中書省T, 中书省S, ZhōngshūshěngP, lett. "Ufficio Legislativo") ha amministrato direttamente, per conto del Gran Khan, la c.d. "Regione Centrale" (腹裏) dell'Impero Yuan (comprendente l'attuale Pechino, Hebei, Shandong, Shanxi e parti del Henan e della Mongolia Interna) e dettato politiche per le altre province.
Khanbaliq/Dadu occupò quello che oggi è il centro storico di Pechino e la nomenclatura di alcune delle sue porte perdura oggi nei nomi delle stazioni delle linee n. 10 e 13 della metropolitana cittadina. 

## Etimologia
Il nome "Khanbaliq" deriva dalle parole mongola e uigura khan e balik ("città"/"insediamento permanente") e significano quindi "Città del Khan". In realtà era in uso tra i turchi orientali e i mongoli prima della caduta di Zhongdu, in riferimento agli imperatori Jin. È tradizionalmente scritto come "Cambaluc" o "Kanbalu" in lingua inglese in accordo alla traduzione fonetica fattane da Rustichello nel redigere Il Milione di Marco Polo: "Cambalu", utilizzata in lingua italiana arcaica. 
Il nome "Dadu", romanizzato come "Ta-Tu", è la trascrizione pinyin del nome cinese 大都  , che significa "Grande Capitale". I mongoli chiamarono anche la città "Daidu" che era una traslitterazione diretta dal nome assegnato dai cinesi. Nel cinese moderno, viene chiamato "Yuan Dadu" per distinguerlo da altre città che hanno portato nomi simili.

## Storia
Zhongdu, la "Capitale Centrale" della Dinastia Jīn di etnia Jurchen (già Nanchino, "Capitale Meridionale" della Dinastia Liao di etnia Kitai), si trovava in un sito vicino all'attuale distretto di Xicheng (Pechino). Fu distrutta da Genghis Khan nel 1215 quando la corte Jin si spostò a sud verso la più difendibile capitale di Kaifeng. 
Nel 1264, Kublai Khan visitò il Palazzo Daning sull'Isola di Giada del Lago Taiye (attuale Parco Beihai di Pechino) e rimase così incantato dal sito da ordinare che la sua capitale fosse costruita attorno a quel giardino. L'architetto capo e pianificatore della capitale fu Liu Bingzhong che fu anche supervisore della sua costruzione. Furono coinvolti anche il suo allievo Guo Shoujing e il musulmano Ikhtiyar al-Din. La costruzione delle mura della città iniziò nello stesso anno, mentre il Palazzo Imperiale fu costruito dal 1274 in poi. Un anno dopo la fondazione della dinastia Yuan del 1271, Kublai Khan proclamò la città la sua capitale con il nome di Dadu sebbene la costruzione non sarebbe stata completata prima del 1293. Il precedente sito imperiale mongolo di Shangdu divenne la "Capitale Estiva". 
La Stamperia Imperiale (zh. 诸路交钞提举司T), fondata nel 1260 per produrre le banconote tipo "jiaochao" degli Yuan e testimoniata da Marco Polo, si trovava probabilmente vicino a Yanjing già prima della fondazione della nuova capitale. 
Come parte della politica di tolleranza religiosa dei Grandi Khan, Khanbaliq accoglieva vari culti. Fu persino sede dell'Arcidiocesi cattolica romana di Khanbaliq dal 1307 fino alla sua soppressione del 1357 (l'arcidiocesi venne rifondata a Pechino nel 1609). 
L'imperatore Hongwu della dinastia Ming inviò un esercito a Khanbaliq nel 1368. L'ultimo imperatore Yuan fuggì a nord verso Xanadu mentre i Ming radevano al suolo i palazzi della sua capitale. L'ex-capitale fu ribattezzata Beiping (it. "Nord Pacificato") e la Prefettura di Shuntian fu stabilita nell'area intorno alla città. 
All'imperatore Hongwu successe il giovane nipote Jianwen rapidamente detronizzato dallo zio Yongle che, in quanto Principe di Yan aveva Shuntian quale base di potere e decise pertanto di spostare da Nanchino alle rovine della settentrionale Beiping la capitale imperiale. Yongle accorciò i confini settentrionali della città mongola e aggiunse un nuovo distretto meridionale separato da mura. Dopo l'estensione meridionale del Lago Taiye (l'attuale Nanhai), l'innalzamento della collina di Wansui sulle rovine mongole e il completamento della Città Proibita a sud, dichiarò la città la sua "Capitale del Nord" (Beijing).

### Khanbaliq oggi
Le rovine delle mura dell'Era Yuan di Khanbaliq sono ancora esistenti e sono conosciute come Tucheng (it. "Muro di terra") e preservate nel "Parco Tucheng" insieme ad alcune statue moderne.

## Descrizione

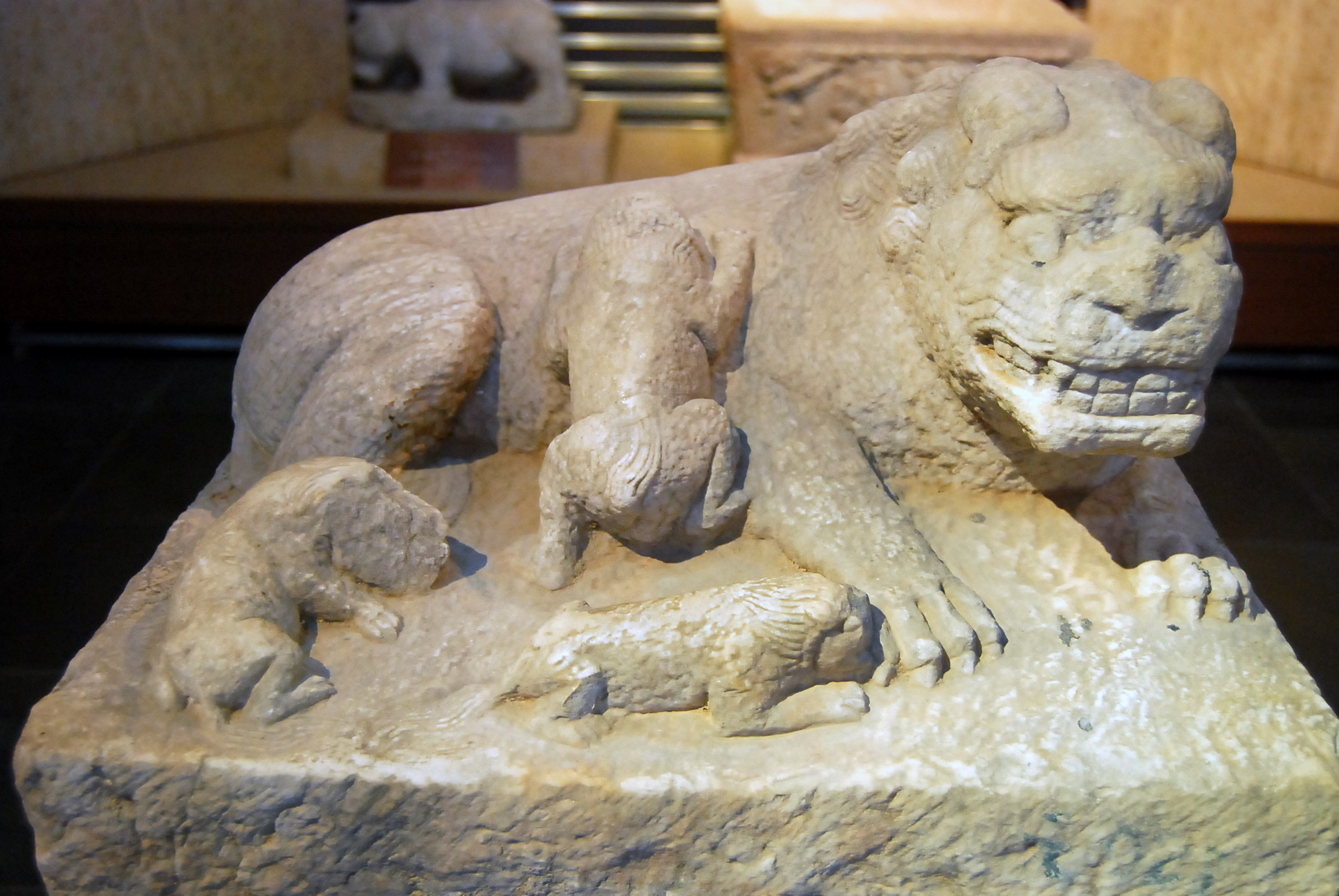
Una scultura di un leone con tre cuccioli da Khanbaliq, scoperta sotto le mura dei Ming e ora in mostra al "Museo delle Sculture di Pietra" di Pechino.

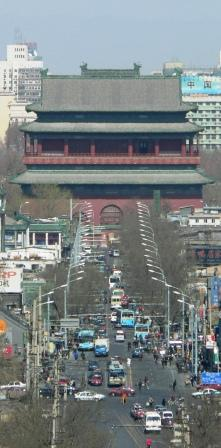
La "Torre del Tamburo", prob. unica vestigia delle porte fortificate di Khanbaliq prima della ristrutturazione Ming.

La ricerca storico-archeologica ha confermato molti degli elementi caratteristici di Khanbaliq e del Palazzo Imperiale Yuan descritti nel Milione di Marco Polo che avrebbe visitato la città (allora ancora in costruzione) tra il 1274 e il 1292.

### La città
E sappiate che l(e) rughe della terra sono sí ritte che l’una porta vede l’altra; di tutte quante encontra così. Nella terra àe molt[i] palagi; e nel mezzo n’àe uno ov’è suso una campana molto grande che suona la sera 3 volte, che niuno non puote andare poscia per la terra sanza grande bisogna, de femmina che partorisse o per alcuno malato. Sappiate ch’a ciascheuna porta guarda 1.000 uomini; e non che crediate che vi si guardi per paura d’altra gente, ma fassi per reverenzia del signore che là entro dimora, e perché li ladroni non facciano male per la città.»
(Il Milione, cap. 84.)
(Il Milione, cap. 94.)
La planimetria di Dadu seguì diverse regole del classico confuciano I Riti di Zhou: "nove assi verticali, nove assi orizzontali", "palazzi nella parte anteriore, mercati nella parte posteriore", "culto ancestrale a sinistra, culto divino a destra". Era di ampia scala, rigorosa nella pianificazione e nell'esecuzione e completa nelle attrezzature. 
La cinta muraria era realizzata in terra battuta irrobustita da pietre (solo al tempo dei Ming Pechino ebbe mura di mattoni) e, nella parte settentrionale, superava l'estensione della futura "Città Interna" dei Ming di circa 5 lǐ, mentre le mura meridionali si trovavano circa 1,5 li più a nord delle mura meridionali dei Ming. L'area complessiva dell città era di circa 50 li, certamente meno di quanto desumibile dal Milione ma nemmeno di troppo.
La città aveva 11 porte: i lati est, sud e ovest del perimetro murato avevano tre porte ognuno, mentre il lato nord aveva solo due porte. Le porte orientali, da nord a sud, erano: Guangximen (光熙门S, lett. "Porta della Gloria Splendente"), Chongrenmen (崇仁门S, lett. "Porta dell'Affettuosa Benevolenza") e Qihuamen (齐化门S, lett. "Porta dell'Unita Influenza"). Le porte occidentali erano, da nord a sud: Suqingmen (肃清门S, lett. "Porta della Solenne Purezza"), Heyimen (和义门S, lett. "Porta dell'Armonizzato Diritto") e Pingzemen (平则门S, lett. "Porta del Giusto Governo"). Le porte meridionali erano, da ovest a est: Shunchengmen (顺承门S, lett. "Porta della Favorevole Eredità"), Lizhengmen (麗正T, 丽正门S, LìzhèngménP, lett. "Porta della Bella Giustizia") e Wenmingmen (文明门S, lett. "Porta dell'Alta Cultura"). Le due porte settentrionali erano invece Jiandemen (健德门S, lett. "Porta della Vigorosa Virtù") a ovest e Anzhenmen (安贞门S, lett. "Porta della Pacifica Purezza") ad est.
La Torre del Tamburo, allora nota come "Torre dell'Amministrazione Ordinata" (Qizhenglou), fu edificata nel centro di Dadu nel 1272. Ricostruita dai Ming nel XV secolo in uno stile rassomigliante a quello originario, costituisce con buon probabilità il riferimento più attendibile per ricostruire la foggia architettonica delle fortificazioni della capitale Yuan (soprattutto le porte-torri tanto massicce da essere state definite "palazzi" da Polo): strutture possenti, certo prive dell'eleganza estetica degli edifici Ming ma non per questo meno impressionanti.
Non è invece ad oggi chiaro ove si trovasse, in città, la sede del Segretariato (cinese: 中書省T, 中书省S, ZhōngshūshěngP, lett. "Ufficio Legislativo"), organo burocratico tradizionalmente deputato all'elaborazione delle politiche (v. sistema di governo cinese dei c.d. "Tre dipartimenti e sei ministeri") che assurse sotto gli Yuan ad unico organo amministrativo imperiale. Marco Polo ne parla come di un «palagio dentro a Canbalu; e è molto bello e grande» ospitante i "12 baroni [segretari] «che sono sopra tutte le cose del Grande Kane.»

### Il palazzo imperiale degli Yuan

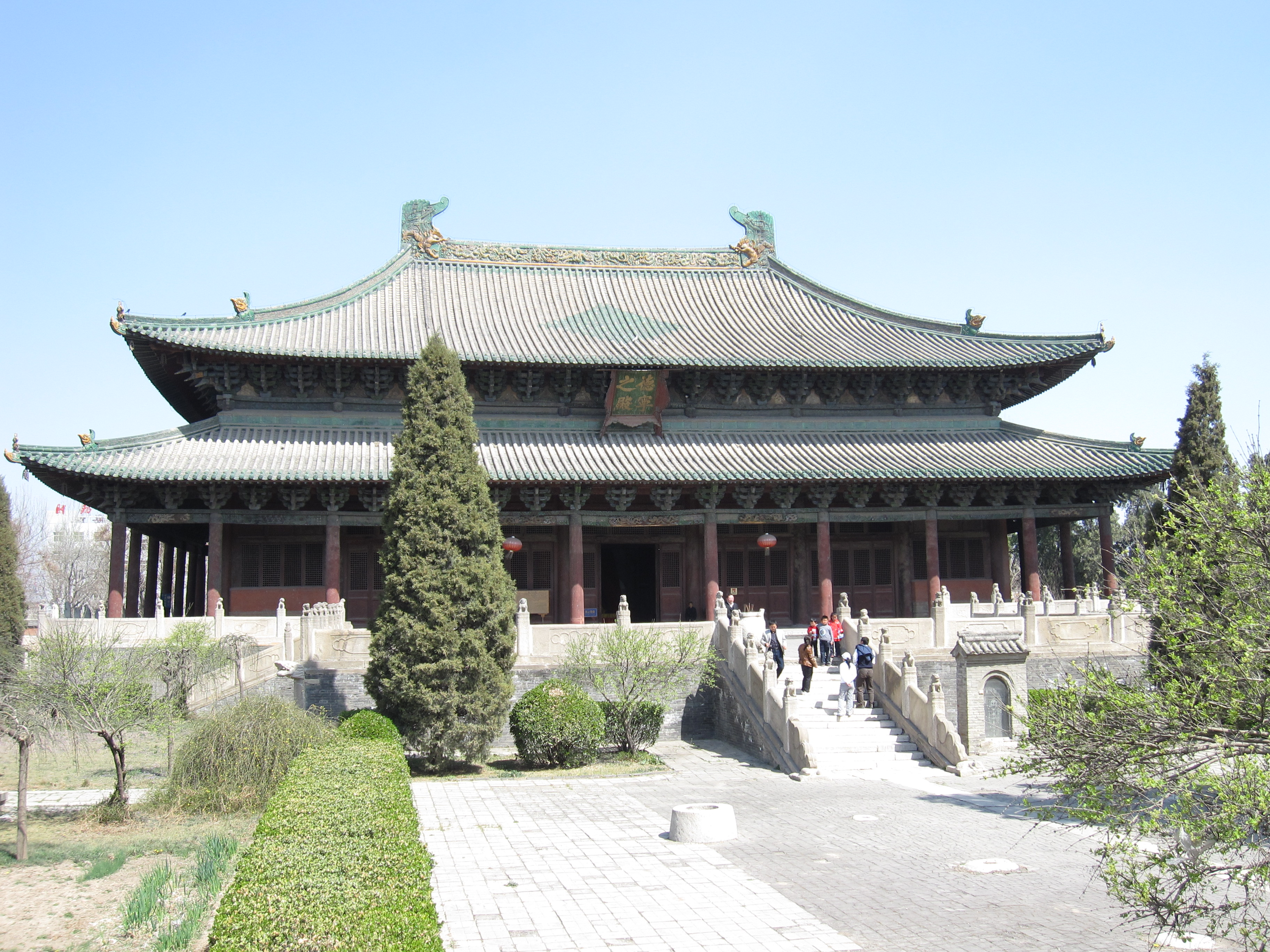
La Sala Dening del Běiyuè-miào di Quyang, costruita in epoca Yuan, ha caratteristiche che corrispondono strettamente alle descrizioni dell'architettura di Dadu.

E in questo muro verso la faccia di mezzodie, à 5 porte, e nel mezzo è una grandissima porta che non s’apre mai né chiude, se non qua(n)do ’l Grande Kane vi passa, cioè entra e esce. E dal lato a questa porta ne sono due piccole, da ogne lato una, onde entra tutta l’altra gente; dall’altro canto n’àe un’altra grande, per la quale entra comunemente ogni uomo.

E dentro a questo muro è un altro muro, e atorno àe 8 palagi come nel primaio, e così sono fatti; ancora vi stae gli arnesi del Grande Kane. Nella faccia verso mezzodie àe 5 porte, nell’altre pure una.

E in mezzo di questo muro è ’l palagio del Grande Kane, ch’è fatto com’io vi conterò. Egli è il magiore che giamai fu veduto: egli non v’à palco, ma lo spazzo è alto più che l’altra terra bene 10 palmi; la copertura è molto altissim[a]. Le mura delle sale e de le camere sono tutte coperte d’oro e d’ariento, ov’è scolpito belle istorie di cavalieri e di donne e d’uccegli e di bestie e d’altre belle cose; e la copertura è altresì fatta che non si potrebbe vedere altro che oro e ariento. La sala è sí lunga e sí larga che bene vi mangia 6.000 persone, e v’à tante camere ch’è una maraviglia a credere. La copertura di sopra, cioè di fuori, è vermiglia, bioia, verde e di tutti altri colori, e è sí bene invernicata che luce come cristallo, sicché molto da la lunga si vede lucire lo palagio; la covertura è molto ferma.

Tra l’uno muro e l’altro dentro a questo ch’io v’ò contato di sopra, àe begli prati e àlbori, e àvi molte maniere di bestie salvatiche, cioè cervi bianchi, cavriuoli, dani, le bestie che fanno lo moscado, vai e ermellini, e altre belle bestie. La terra dentro di questo giardino è tutto pieno dentro di queste bestie, salvo la via onde gli uomini entrano.

E da la parte ve(r)so ’l maestro àe uno lago molto grande, ov’à molte generazione di pesci. E sí vi dico che un grande fiume v’entra e esce, e è sí ordinato che niuno pesce ne puote uscire; e àvi fatto mettere molte generazione di pesci in questo lago, e questo è co reti di ferro. E anco vi dico che verso tramontana, di lungi dal palagio da una arcata, àe fatto fare uno monte ch’è bene alto 100 passi e gira bene uno miglio; lo quale monte è pieno tutto d’àlbori che per niuno tempo non perdono foglie, ma sempre sono verdi. E sappiate, quando è detto al Grande Kane d’uno bello àlbore, egli lo fa pigliare con tutte le barbe e co molta terra e fallo piantare in quello monte; e sia grande quanto vuole, ch’egli lo fa portare à lieofanti. E sí vi dico ch’egli à fatto coprire totto ’l monte della terra dell’azurro, che è tutta verde, sicché nel monte non à cosa se non verde, perciò si chiama lo Monte Verde.

E sul colmo del monte à uno palagio tutto verde, e è molto grande, sicché a guardallo è una grande meraviglia, e non è uomo che ’l guardi che non ne prenda alegrezza. E per avere quella bella vista l’à fatto fare lo Grande Signore per suo conforto e sollazzo.»
(Il Milione, cap. 83.)
In accordo alla volontà di Kublai, il suo palazzo sorse in prossimità del lago artificiale fatto scavare da Zhangzong (c.d. "Lago Taiye") la cui intera superficie venne circondata dalle mura della cittadella mongola e che giocò poi un ruolo fondamentale nell'approvvigionamento idrico della neonata capitale.

I testi mongoli chiamano la cittadella degli Yuan Huang Ch'eng ("Città Gialla") o Kung Ch'eng ("Città-Palazzo"). La planimetria doveva essere rettangolare, più che quadrata, praticamente sovrapponibile a quella dell'attuale "Città imperiale" dei Ming, con torrioni angolari e porte-torri. Il palazzo reale vero e proprio, delimitato da una seconda cinta muraria, era chiamato dai mongoli Ta Nei ("Grande Interno"). La presenza, nei giardini compresi tra la cinta esterna della cittadella ed il palazzo vero e proprio, di ˞selvaggina, non stupisce ed anzi richiama un modus operandi comune tra gli autocrati turco-mongoli: la medesima cosa si osserva anche nel Palazzo di Topkapı fatto costruire nella seconda metà del Quattrocento dai sultani ottomani nella neoconquistata Costantinopoli.

## Lascito culturale

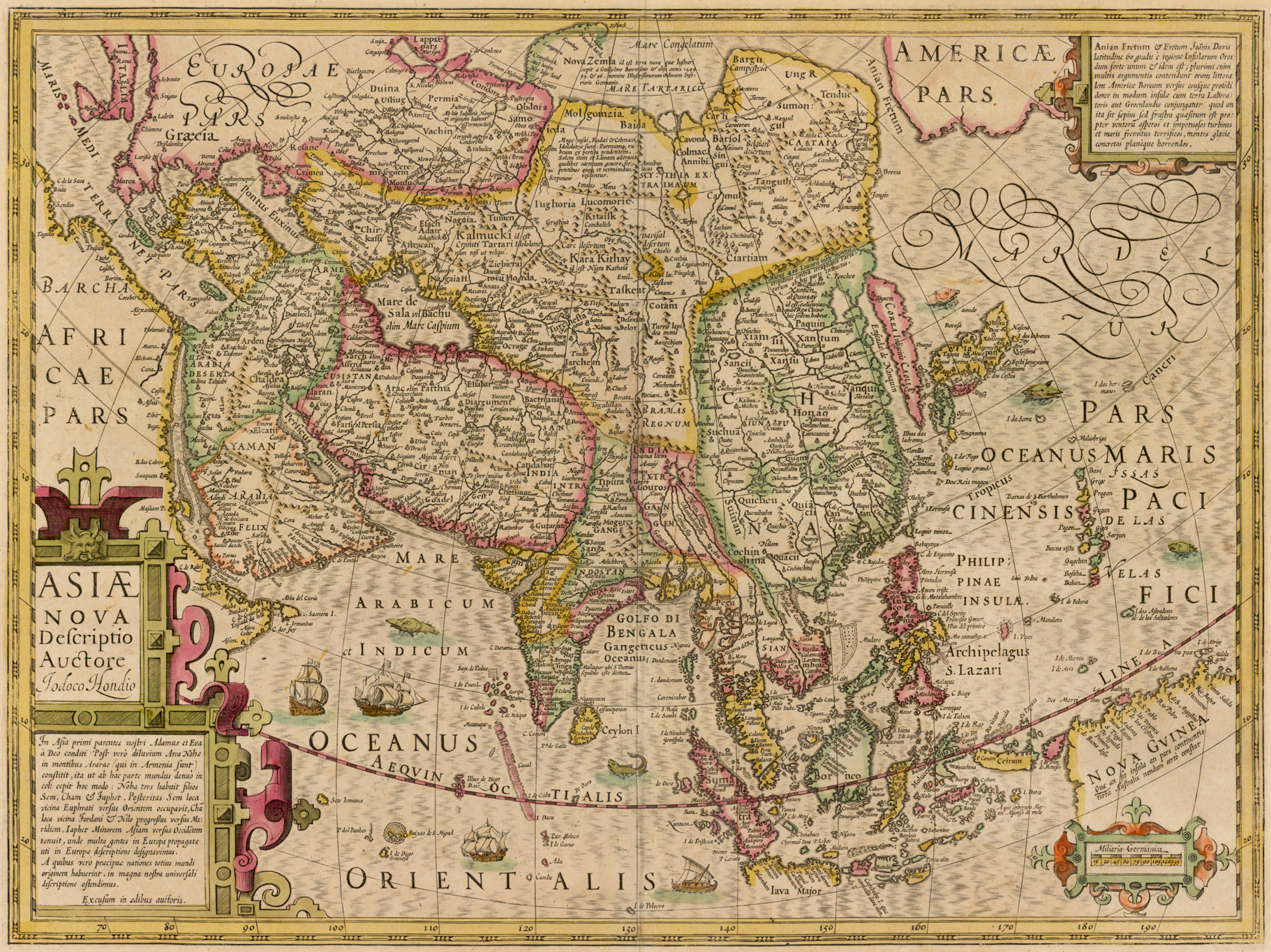
Mentre "Cambalu" era nota ai geografi europei, la sua posizione esatta – e la sua identità con Pechino – non era chiara. Questa mappa dal 1610 ripete uno schema abbastanza comune per il periodo: mostra due Cambalu ("Combalich" nella terra di "Kitaisk" sul fiume Ob e "Cambalu" in " Cataia " a nord della Grande Muraglia) e una Pechino ("Paquin"), nella posizione corretta nella prefettura di "Xuntien".

Nonostante la cattura della città da parte dei Ming e l'apposizione del nuovo nome, Pechino continuò ad essere chiamata Daidu dai mongoli della dinastia Yuan settentrionale di base in Mongolia. Il lamento dell'ultimo imperatore Yuan, Toghon Temür, riguardo alla perdita di Khanbaliq e Shangdu, è registrato in molte cronache storiche mongole come l’Altan Tobchi e l’Asarayci Neretu-yin Teuke.
Khanbaliq è rimasto il nome standard di Pechino in persiano e nelle lingue turche dell'Asia centrale e del Medio Oriente per molto tempo. Era, ad esempio, il nome usato nelle versioni persiana e turca del racconto di Ghiyāth al-dīn Naqqāsh della missione degli inviati dello Shah Rukh nella capitale Ming (1419-22). Il racconto è rimasto uno dei resoconti più dettagliati e letti della Cina in queste lingue per secoli.
Quando i viaggiatori europei raggiunsero la Cina via mare attraverso Malacca e le Filippine nel XVI secolo, durante l'Età delle scoperte, inizialmente non erano consapevoli che la Cina era il "Catai" di cui avevano letto da Marco Polo né che "Cambalu" era la città nota ai cinesi del sud come "Pekin". Fu solo durante la prima visita del gesuita Matteo Ricci a Pechino nel 1598 che incontrò visitatori dell'Asia centrale (spec. «arabi, turchi o maomettani») dai quali ebbe conferma che la città in cui si trovavano era "Cambalu". La pubblicazione delle sue memorie da parte del suo aiutante annunciò in Europa che il "Catai" era la Cina e "Cambalu" era Pechino. Il diario spiegò poi fantasiosamente che il nome era "in parte cinese e in parte di origine tartara ", da " tartaro " cam ("grande"), cinese ba ("nord") e cinese Lu (usato per nomadi nella letteratura cinese). Molte mappe europee continuarono a riportare i nomi "Catai" e "Cambalu" nel nord-est del territorio cinese per gran parte del XVII secolo.

### Fonti
- Marco Polo, Il Milione, 1298. ed.  Marco Polo, Il Milione, a cura di Antonio Lanza, ed. fuori commercio riservata agli abbonati, L'Unità - Editori Riuniti, 1982.

### Studi
- (ZH) Han G, 北京历史人口地理 [Storia della popolazione e della geografia di Pechino], Pechino, Peking University Press, 1996.
- (EN) Li L; Dray-Novey A; Kong H, Beijing: From Imperial Capital to Olympic City, New York, Palgrave Macmillan, 2007, ISBN 1-4039-6473-4.
- (EN) Mote FW, Imperial China: 900-1800, Harvard University Press, 1999, ISBN 0-674-01212-7.
- (EN) Sirén O, The Walls and Gates of Peking, The Bodley Head, 1924.
- (EN) Vogel H, Marco Polo Was in China: New Evidence from Currencies, Salts, and Revenues, Brill, 2012.